# The Delivery Boy
Pour plus de détails, voir Fiche technique et Distribution.
The Delivery Boy est un dessin animé de Mickey Mouse produit par Walt Disney pour Columbia Pictures et sorti le 6 juin ou le 13 juin 1931.

## Synopsis
Mickey est livreur de journaux et passe dans la rue où habite Minnie. Elle fait une lessive et accroche son linge tout en chantant. Mickey se joint à elle pour une courte danse mais Pluto le pousse dans la corde à linge. Mickey est envoyé en l'air. Il atterrit sur sa mule qui sous le choc réalise une ruade propulsant le chariot de Mickey dans les airs. Pour se changer les idées Mickey décide de jouer quelques morceaux au piano pour Minnie.

## Fiche technique
- Titre original : The Delivery Boy
- Série : Mickey Mouse
- Réalisateur : Burt Gillett
- Animateur : David Hand
- Voix[1] : Walt Disney (Mickey), Marcellite Garner (Minnie)
- Producteur : Walt Disney, John Sutherland
- Distributeur : Columbia Pictures
- Format d'image : Noir et Blanc
- Durée : 8 min
- Langue : (en)
- Pays de production:  États-Unis
- Date de sortie : 6 juin ou le 13 juin 1931

## Commentaires
Mickey est une fois de plus dans une situation joyeuse où il tient le rôle de danseur et musicien malgré sa fonction dans un énième emploi.